# Rozhlas a televízia Slovenska
Rozhlas a televízia Slovenska (Radio i telewizja Słowacji) w skrócie RTVS – nieistniejący słowacki publiczny nadawca radiowo-telewizyjny mający swą siedzibę w Bratysławie. RTVS od początku jej istnienia należała do Europejskiej Unii Nadawców.
Instytucja powstała 1 stycznia 2011 roku w wyniku połączenia Slovensky rozhlas i Slovenská televízia, które działały dotychczas jako samodzielne instytucje.
Od 1 sierpnia 2017 roku dyrektorem generalnym RTVS był Jaroslav Rezník, który zastąpił na tym stanowisku Václava Mikę, sprawującego tę pozycję od 2012 roku.
1 lipca 2024 roku zlikwidowana przez podpisanie ustawy przez prezydenta. Rozpoczął się proces przekształcania w STVR (Słowacka Telewizja i Radio).

## Kanały radiowe
Nadawała 9 kanałów radiowych:
- naziemne (analogowe)
  - Rádio Slovensko
  - Rádio Regina
  - Rádio Devín
  - Rádio FM
  - Rádio Patria
- cyfrowe
  - Rádio Slovakia International
  - Rádio Klasika
  - Rádio Litera
  - Rádio Junior

Rádio Slovensko, Rádio Regina, Rádio Devín i Rádio_FM nadawały na falach ultrakrótkich; Rádio Patria na UKF-ie i falach średnich. Wszystkie stacje nadawały drogą satelitarną, w internecie, a także w DVB-T.

## Kanały telewizyjne
Nadawała 5 kanałów telewizyjnych:
- Jednotka
- Dvojka
- RTVS Sport[6]
- RTVS 24[7]

### Kanały zlikwidowane
- Trojka

Jednotka, RTVS Sport oraz RTVS 24 były kanałami, które nadawały 24 godziny na dobę, zaś Dvojka nadawała tylko około 18 godzin na dobę (nie dotyczy dni z nocnymi transmisjami obrad Narodowej Rady Republiki Słowackiej. Wszystkie te kanały dostępne były przez cyfrowe nadajniki naziemne (do czerwca 2011 Jednotka i Dvojka nadawała naziemnie analogowo), telewizję kablową, przez satelitę Astra 3A 23,5° wschód oraz przez internet na oficjalnej stronie RTVS. Dawniej istniał również kanał Trojka.